# Ignasi Balanzat d’Orvay i Briones
Ignasi Balanzat d'Orvay i Briones. (Eivissa, 1773 - Madrid, 30 d'octubre de 1837) fou un militar espanyol i ministre de la Guerra.
Fill del del coronell Marià Balanzat i Orvay –que va ser diputat per Eivissa- i de Maria Ignasia Briones, era el germà gran del tinent general Luis María Balanzat de Orvay y Briones.
A l'inici de la Guerra del francès, era tinent coronel participant en la Batalla de Talavera formant part de la secretaria de l'estat major del general Gregorio García de la Cuesta, capità general de Castella i cap de l'exèrcit espanyol a l'aliança hispano-anglesa. A punt d'acabar la Guerra, en 1814 va saber de la mort en combat del seu germà Francisco, coronel graduat del Regiment dels Voluntaris de la Corona Espanyola que s'havia distingit un any abans en el Pas del Bidasoa. La sort no va acompanyar en la terrible Batalla de Tolosa de Llenguadoc on van ser massacrats els aliats per les tropes napoleòniques al comandament de Nicolas Jean de Dieu Soult.
El 1815 fou ascendit a mariscal de Camp dels Reials Exèrcits (General de Divisió), dues vegades Benemèrit de la Pàtria, Secretari de la Guerra interí en 1821, Inspector General d'Infanteria, membre del Consell Suprem de la Guerra en 1834, va ser Ministre de la Guerra amb el -també- eivissenc  President del Consell de Ministres d'Espanya, Eusebio de Bardaxí y de Azara, però el seu gabinet només va durar quatre dies.
Va rebre entre altres condecoracions la Creu Llorejada de Sant Ferran i la gran creu de l'Orde de Sant Hermenegild.
Estava casat amb Dª María Dolores de Baranda y Cajigal (també de família de militars) i pare d'una nombrosa prole de militars entre els quals destaquen Rafael Balanzat y Baranda, José Balanzat y Baranda i els menys coneguts Francisco i Luis Balanzat y Baranda.